# La Closerie des genêts (film, 1925)
Pour les articles homonymes, voir La Closerie des genêts.
Pour plus de détails, voir Fiche technique et Distribution.
La Closerie des genêts est un film français muet en 4 épisodes réalisé par André Liabel, tourné  en 1924 et sorti en 1925.

## Fiche technique
- Titre : La Closerie des genêts
- Réalisation : André Liabel
- Scénario : d'après la pièce de Frédéric Soulié
- Photographie : Maurice Laumann
- Décors : Fernand Delattre
- Production : Le Film d'art
- Format : noir et blanc — 35 mm
- Pays d'origine :  France
- Genre : Film dramatique
- Lieux de tournage : la baie de Saint-Brieuc pour les extérieurs et les studios du Film d'art pour les intérieurs
- Date de sortie : France - 13 février 1925

## Distribution
- Jean Dax : le colonel marquis de Montéclain, propriétaire de la Closerie
- Henry Krauss : Kérouan, le fermier de la Closerie
- Marthe Lepers : la fermière de la Closerie
- Nina Vanna : Louise Kérouan, la fille des fermiers
- André Calmettes : le général d'Estèves
- Henri Bosc : Georges d'Estèves, le fils du général et amant de Louise Kérouan
- Hélène Darly : Lucile d'Estèves, la sœur de Georges et sœur de lait de Louise Kérouan
- François Viguier : Pornic
- Marcya Capri : Léona de Beauval, l'épouse secrète de Georges d'Estèves

## Autour du film
- Ce film est un remake du film portant le même titre réalisé par Adrien Caillard, sorti en 1913, première adaptation de la pièce de Frédéric Soulié, avec Léon Bernard, Sarah Davids, Jean Hervé et Jean Chameroy dans les principaux rôles.
- André Liabel avait débuté sur scène en mars 1892 dans la pièce de Frédéric Soulié. Il y interprétait alors le rôle de Brias au théâtre des Batignolles puis, lors de la reprise de la pièce au théâtre de l'Ambigu en août 1909, celui de Georges d'Estèves.